# اد دکتر
اِد دِکتر (انگلیسی: Ed Decter؛ زادهٔ ۱۹ مهٔ ۱۹۵۹) کارگردان فیلم، تهیه‌کننده فیلم و فیلم‌نامه‌نویس اهل ایالات متحده آمریکا است. وی دانش‌آموختهٔ دانشگاه وسلین است و از سال ۱۹۸۸ میلادی تاکنون مشغول فعالیت بوده‌است.
از فیلم‌ها یا مجموعه‌های تلویزیونی که وی در آن‌ها نقش داشته‌است، می‌توان به فیلم لیزی مک‌گوایر، مری یه جوریه و شکارچیان سایه اشاره نمود.